# The Campfire Headphase
| Оценки критиков | Оценки критиков     |
| Источник        | Оценка              |
| --------------- | ------------------- |
| Allmusic        | ссылка              |
| The Guardian    | ссылка              |
| Mojo            | [Oct. 2005, p. 104] |
| Pitchfork Media | (7.6/10) ссылка     |
| PopMatters      | (8/10) ссылка       |
| Q               | ссылка              |
| Stylus          | A− ссылка           |
| Tiny Mix Tapes  | ссылка              |

«The Campfire Headphase» — альбом электронного дуэта Boards of Canada, выпущенный в Европе 17 октября 2005 и в США 18 октября 2005. Девятая композиция с этого альбома, «Oscar See Through Red Eye», была выпущена 5 сентября 2005 в онлайновом магазине Bleep.com. Пятая композиция, «Dayvan Cowboy», была выпущена 4 октября 2005 в онлайновом магазине iTunes.

## Список композиций
1. Into The Rainbow Vein (0:44)
2. Chromakey Dreamcoat (5:47)
3. Satellite Anthem Icarus (6:08)
4. Peacock Tail (5:24)
5. Dayvan Cowboy (5:00)
6. A Moment of Clarity (0:51)
7. ’84 Pontiac Dream (3:49)
8. Sherbet Head (2:41)
9. Oscar See Through Red Eye (5:08)
10. Ataronchronon (1:14)
11. Hey Saturday Sun (4:56)
12. Constants are Changing (1:42)
13. Slow This Bird Down (6:09)
14. Tears from the Compound Eye (4:03)
15. Farewell Fire (8:28)
16. Macquarie Ridge (4:57) — (входит в японскую версию альбома)